# Drymaria ovata
Drymaria ovata là loài thực vật có hoa thuộc họ Cẩm chướng. Loài này được Willd. ex Schult. mô tả khoa học đầu tiên năm 1819.